# Лёйгарбакки
Лёйгарбакки (исл. Laugarbakki, исландское произношение: [ˈlœiːɣarˌpahcɪ]) — небольшое поселение на северо-западе Исландии на берегу впадающей в Мид-фьорда реки Мидфьярдарау.

## Характеристика
Место, где сейчас находится Лёйгарбакки, раньше называлось Лаунгафит и впервые упоминается ещё в Саге о Греттире сыне Асмунда. В более поздних сагах встречается упоминания о каких-то народных возмущениях и драке на этих землях.
Первое строение в Лёйгарбакки было построено в 1933 году, и это был дом для собраний, принадлежавший местному союзу молодёжи. Затем стали появляться новые общественные здания, принадлежащие как Вестюр-Хунаватнссисле, так и местным общинам. Постоянные жители появились здесь в 1946 году, а статус поселения Лёйгарбакки получил в с 1957 года. Были построены авторемонтная, столярная и малярная мастерские, магазин и теплица.
В 1970 году была построена средняя школа-интернат для детей из ближайших к поселению сельских общин Вестюр-Хунаватнссислы — Фремри-Торвюстадархреппюр, Итри-Торвюстадархреппюр, Киркьюхвамсхреппюр и Торкельсхоульсхреппюр. После слияния в 1998 году этих общин в общину в Хунатинг-Вестра школа в Лёйгарбакки была объединена со школой в Хвамстаунги, при этом объединённые старшие классы остались в Лёйгарбакки, а объединённые младшие были переведены в Хвамстаунги.
Лёйгарбакки был построен в зоне геотермальной активности, и горячая вода из природных источников на склоне холма возле поселения используется для обогрева домов, школы и бассейна, а также подаётся в Хвамстаунги.
Лёйгарбакки разделяется на три отдельных части. В северной, самой большой части (которая находится ближе всего к кольцевой дороге Хрингвегюр) имеется, среди прочего, общественный центр Асбирги, бассейн и магазин. Центральная часть состоит из нескольких жилых домов, в том числе социального жилья для престарелых. Третья, самая южная часть, представляет собой здание школы, общежитие учеников и квартиры учителей. Летом в здание общежития работает отель для туристов.
В конце лета в Лёйгарбакки ежегодно проводится андеграундный музыкальный фестиваль Nordanpaunk.
В Лёйгарбакки 1 июля 1992 года родился исландский певец и музыкант Аусгейр Трёйсти Эйнарссон.

## Население
Согласно существующим исландским законам, минимальное количество постоянных жителей в поселении — 50 человек. Статистическое управление Исландии собирало данные о населении Лёйгарбакки до тех пор, пока в 2009 году число населения не упало ниже 50 человек, после этого продолжало сбор сведений ещё следующие пять лет, после чего Лёйгарбакки утратило статус отдельного статистически значимого населённого пункта и число его жителей более не отображается в ежегодных отчётах.
Источник: Byggðakjarnar (исл.). hagstofa.is. Reykjavík: Hagstofa Íslands [Статистическая служба Исландии]. Дата обращения: 5 декабря 2021.

## Галерея

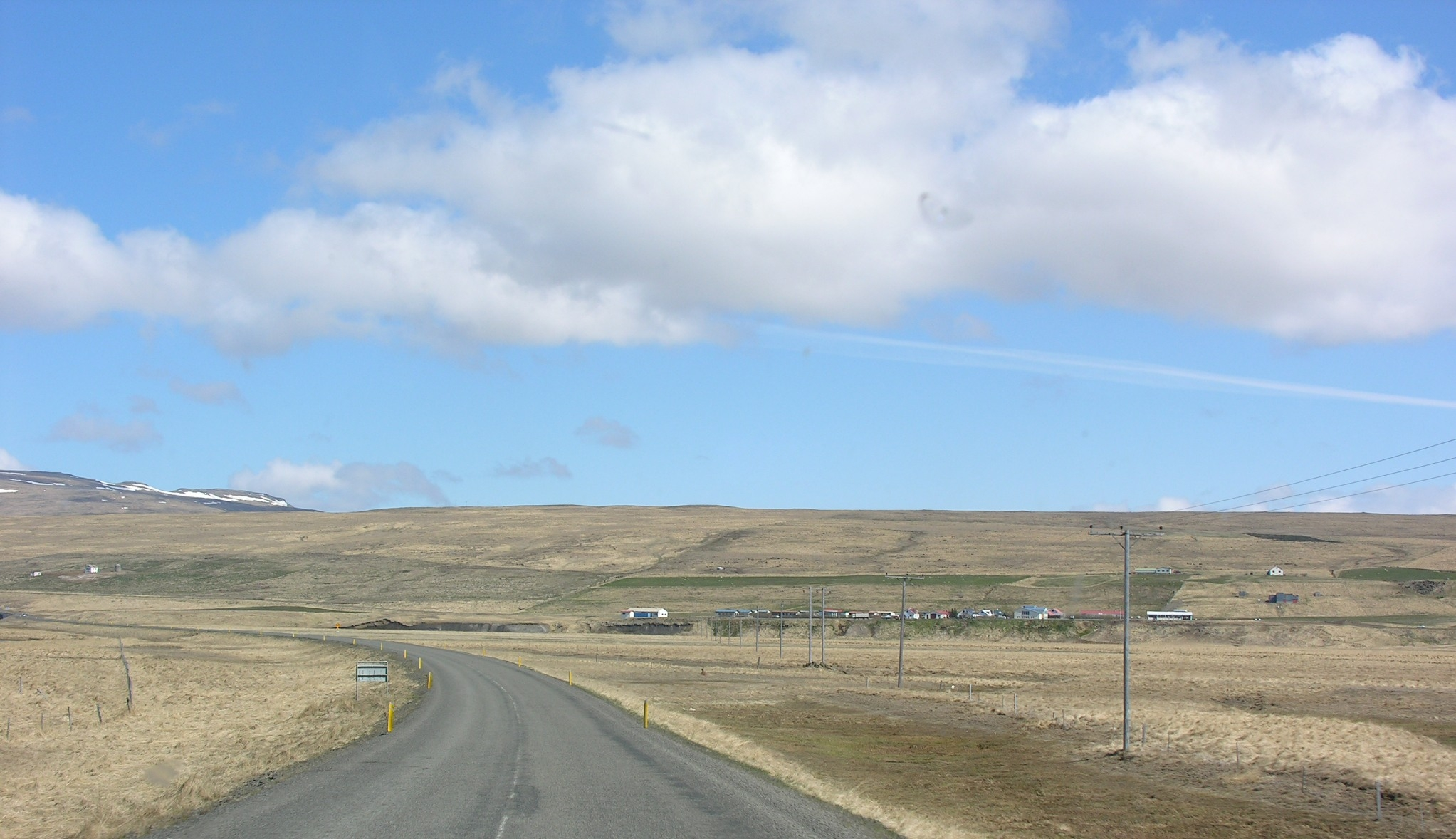
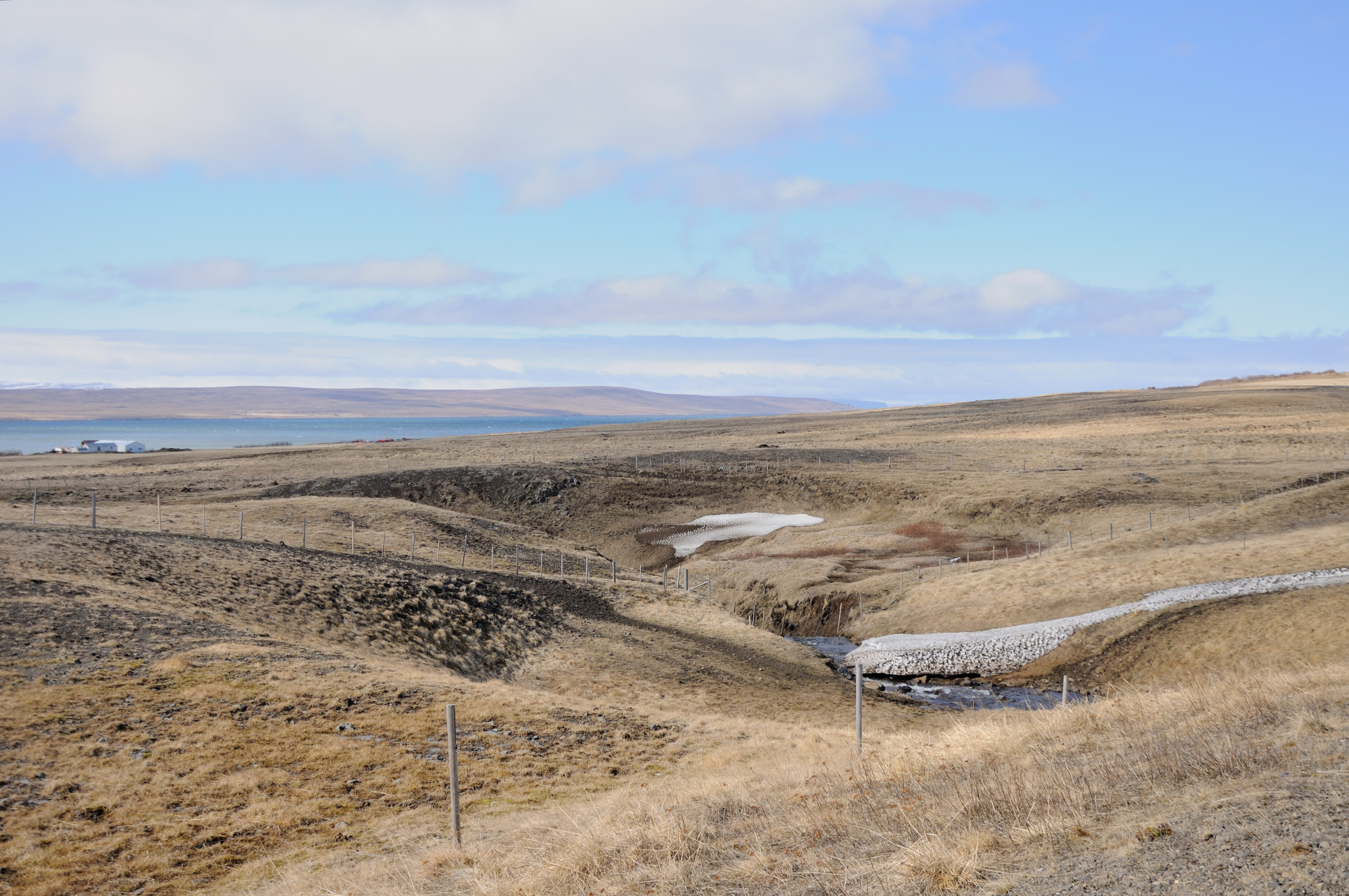
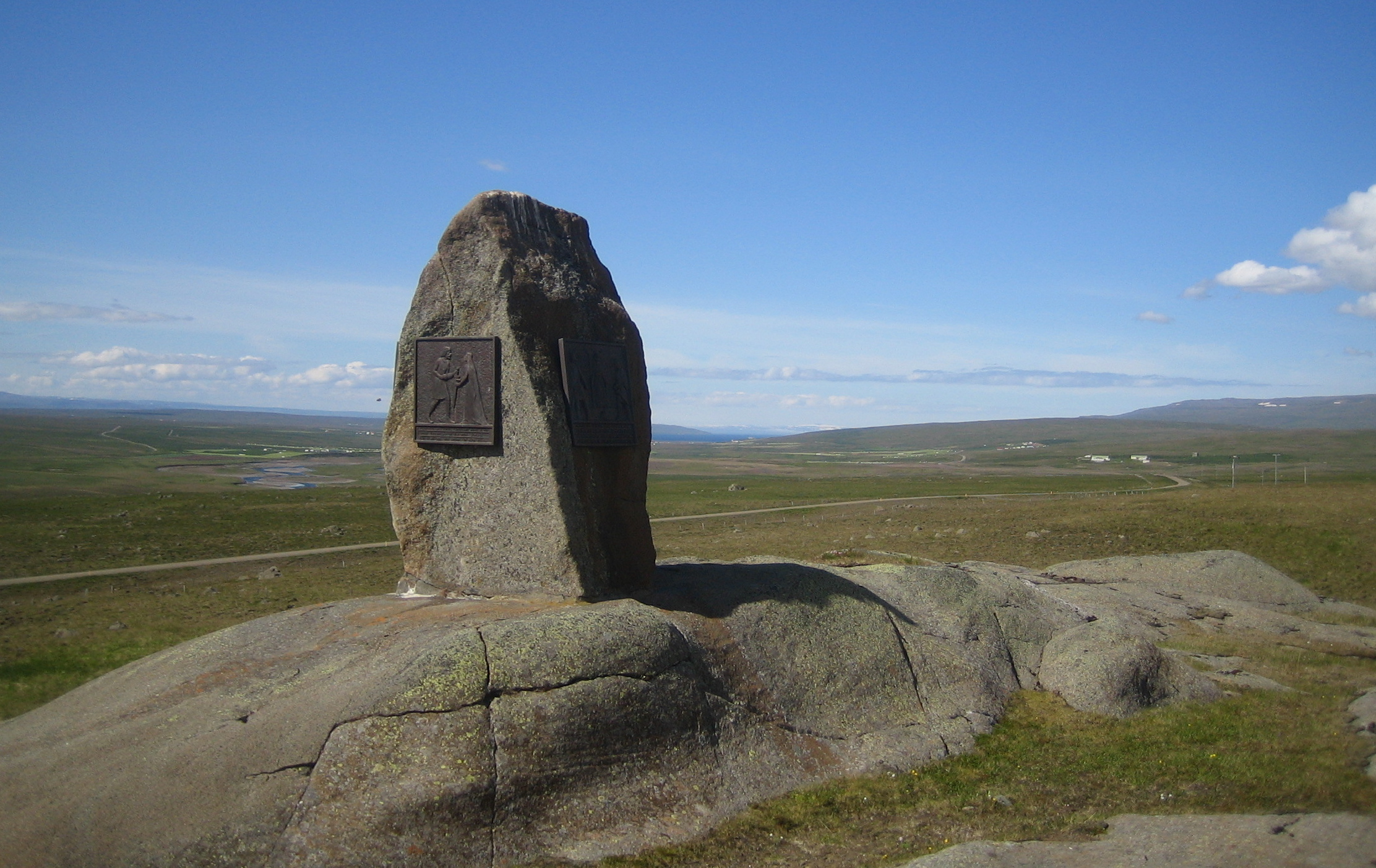